# Авантюра (фильм, 1995)
«Авантюра» — российско-украинская комедия 1995 года режиссёра Виталия Макарова.

## Сюжет
В средиземноморский круиз на борту теплохода «Фёдор Шаляпин» отправляется Олег Никитин, бывший полковник КГБ, на чьё имя в швейцарском банке положены деньги ЦК КПСС, он должен их снять по заданию ФСБ. На теплоходе в контакт с ним входят украинка Анна и белорус Фёдор, которые также оказываются агентами спецслужб бывших союзных республик, а ныне независимых государств, руководство которых знает о деньгах… Однако, руководители ФСБ, СБУ и белорусского КГБ — давние знакомые, сослуживцы-фронтовики, а агенты — их родственники: Олег — сын генерала ФСБ, Анна — внучка генерала СБУ, а Фёдор — племянник белорусского генерала. Ситуация осложняется, когда «в игру» входит греческий миллионер Паприкатис, который оказывается агентом Западных спецслужб, и по прибытии в порт захватывает Олега, Анну и Фёдора. Но переводчица Паприкатиса — тоже агент, дочь полковника ГБ Казахстана. Вырвавшись из лап вражеских спецслужб агенты подписывают «Евразийское соглашение» — деля деньги поровну.

## В ролях
- Борис Щербаков — Олег Никитин
- Анна Тихонова — Анна Мельник
- Владислав Демченко — Фёдор Корзун
- Михаил Светин — Паприкатис, греческий миллионер
- Екатерина Двигубская — Лола Ашумова, переводчица, лейтенант госбезопасности Казахстана
- Вячеслав Тихонов — Вячеслав Васильевич Тихонов
- Евгений Меньшов — Андрей Степанов, капитан корабля
- Юрий Саранцев — Иван Иванович, российский генерал ФСБ
- Юрий Горобец — Тарас Тарасович, генерал СБУ
- Павел Винник — белорусский генерал КГБ
- Эльдор Уразбаев — Юрий, сотрудник ГБ Казахстана
- Владимир Смирнов — офицер КГБ
- Владислав Ковальков — следователь

## Критика
…диалоги, на мой взгляд, лишены остроумия, а характеры персонажей — плоски и неинтересны. …отсутствие профессионализма дает о себе знать во всех компонентах картины…— киновед Александр Фёдоров